# جون فالنتاين
جون فالنتاين (20 سبتمبر 1954 في كندا - ) هو لاعب كريكت كندي.

## وصلات خارجية
- جون فالنتاين على موقع إي آس بي آن كريك إنفو (الإنجليزية)